# Hannes König
Hannes König (* 24. Juni 1908 in München; † 11. Oktober 1989 ebenda) war ein deutscher Maler und Zeichner und Kunstmanager in München.

## Leben und Werk
König absolvierte nach der Grundschule eine Lehre als Dekorationsmaler. Er schrieb sich an der Königlichen Kunstgewerbeschule München ein, konnte das Studium aber aus finanziellen Gründen nicht antreten, nachdem sein Vater, ein Kunstschmied und aktiver Sozialdemokrat, nach einem Streik arbeitslos geworden war. König arbeitete deshalb als Schildermaler, um seine Eltern unterstützen zu können. Daneben betätigte er sich autodidaktisch künstlerisch als Maler, Zeichner, Grafiker und Plastiker. 1926 wurde er Gewerkschaftsmitglied und 1928 Mitglied der KPD.
1932 wurde er angezeigt, weil er vor den Reichstagswahlen ohne polizeiliche Genehmigung für den Wahlfonds der KPD gesammelt hatte. Dazu befindet sich im Staatsarchiv München ein Akte des Münchner Amtsgerichts. Nach der Machtergreifung malte und zeichnete er antinazistische Bilder, wozu er sich auch heimlich mit Freunden traf. Er war befreundet mit Karl Valentin an, der ihm 1934/1935 Aufträge für sein Kuriositätenkabinett Panoptikum gab. Von 1939 bis 1940 arbeitete er in Valentins Ritterspelunke, einer Mischung aus Panoptikum, Kneipe und Bühne, mit.
Von 1940 bis 1945 nahm König als Soldat der Wehrmacht am Zweiten Weltkrieg teil. Er hatte sich für den Sanitätsdienst gemeldet, weil er niemanden erschießen wollte.
Nach der Rückkehr aus der Kriegsgefangenschaft schuf König politische Karikaturen für die Satirezeitschrift Der Simpl und für die Parteizeitung der Münchner KPD. Ab 1948 war er Vorsitzender Landesverbands der Gewerkschaft der geistig und kulturell Schaffenden im Bayerischen Gewerkschaftsbund. Er gehörte zu den Gründern der Künstlerhilfe der Münchner Künstlerschaft und baute den Schutzverband bildender Künstler auf. Von 1948 bis 1950 bauten Münchner Künstler unter seiner Leitung den Kunstpavillon München zum Ausstellungsraum um. Nach dem Tod Valentins 1948 sicherte König dessen Nachlass. 1958 gründete er mit Unterstützung der Stadt München das Valentin Musäum (heute Valentin-Karlstadt-Musäum). Er war dann bis zu seinem Ableben Leiter des Museums und baute über die Jahre die Sammlung weiter aus. 1958 beauftragte die Stadt München König mit der allgemeinen Organisation des nächtlichen Festumzugs zur 800-Jahr-Feier. 1959 war König Mitbegründer der Münchner Turmschreiber.
Anfang der 1960er Jahre sorgte König sich um den Fortbestand der bairischen Sprache. Der drohenden kulturellen Verarmung wollte er durch die Gründung eines Laientheaters begegnen. Im November 1961 eröffnete die Münchner Volkssänger-Bühne mit dem Stück Glück und Ende des Matthias Klostermayr – vulgo Boarischer Hiasl, bei dem König mit Hanns Vogel Regie führte. König hatte maßgeblichen Einfluss auf die Arbeit dieses Theaters. Er bearbeitete u. a. Shakespeares Ritterstück Der wahnsinnige Prinz von Dänemark oder der bestrafte Brudermord und das alte volkstümliche Stück Der Müller und sein Kind und schrieb das Buch für die Aufführung des volkstümlichen Wilderer-Dramas Jennerwein. Nach dessen Premiere sagte August Everding zu König: „Um drei Dinge beneide ich Sie – um die Wahl Ihrer Stücke, um Ihr Publikum und um die Begeisterung Ihrer Akteure!“
König pflegte gute Beziehungen zu den Intendanten der städtischen und staatlichen Bühnen der Stadt, zu Literaten und zu den öffentlichen Medien. Er war der Lebensgefährte von Gudrun Köhl (1943–2023).

## Werke (Auswahl)

### Als Maler und Zeichner

#### Tafelbilder
- Baukasten (Öl auf Leinwand, 60 × 70 cm; Städtische Galerie im Lenbachhaus, München)
- Erinnerung des Rotarmisten Georg Lermer (Öl auf Karton, 51 × 42 cm)[1]

#### Zeichnungen
- o. T.; Gerichts-Szene (Aquarell, 32 × 23 cm)[2]
- Hermann Göring als Vampir (Aquarell, 32 × 23 cm)[3]
- … das bayerische Osterei besonders geschmackvoll garniert (Karikatur in Der Simpl, 2/1946, S. 20)[4]

### Als Autor, Herausgeber oder Bearbeiter von Büchern
(Hinweis: Die Abgrenzung ist aus den vorliegenden Informationen z. T. nicht klar erkennbar.)
- Panoptikum. Vom Zauberbild zum Gaukelspiel der Wachsfiguren. Isartal Verlag, 1962 (mit Erich Ortenau)
- Ludwig II. – Das Märchen vom Märchenkönig Ein Stück der Münchener Volkssängerbühne. Wilhelm Unverhau Verlag, München, 1969
- Was war wahr, was wahr war! Anekdotisches gesammelt von Hannes König. Kumm-Verlag, Offenbach, 1973 (Vorw. von Bertl Böheim-Valentin). ISBN 3-7836-0041-3 / ISBN 978-3-7836-0041-4
- Das Bilderbuch vom Karl Valentin. Wilhelm Unverhau Verlag, München, 1975. ISBN 3-7787-3296-X / ISBN 978-3-7787-3296-0
- Valentin-Anekdoten, aufgelesen von Hannes König. Wilhelm Unverhau Verlag, München, 1979
- Schwabing. Wilhelm Unverhau Verlag, 1979. ISBN 3-920530-40-3 / ISBN 978-3-920530-40-6